# Halowe Mistrzostwa NCAA w Lekkoatletyce 2016
Halowe Mistrzostwa I Dywizji NCAA w Lekkoatletyce 2016 – zawody lekkoatletyczne, które odbyły się 11 i 12 marca 2016 Birmingham w stanie Alabama.

## Rezultaty
| NR – rekord kraju \| WL – najlepszy tegoroczny wynik na listach światowych |

### Mężczyźni
| Konkurencja:                      | 1. miejsce                                                                           | Rezultat     | 2. miejsce                                                                   | Rezultat  | 3. miejsce                                                                       | Rezultat  |
| Bieg na 60 metrów                 | Ronnie Baker                                                                         | 6,47 WL      | Cameron Burrell                                                              | 6,48      | Christian Coleman                                                                | 6,52      |
| Bieg na 200 metrów                | Christian Coleman                                                                    | 20,55        | Nethaneel Mitchell-Blake                                                     | 20,63     | Kenzo Cotton                                                                     | 20,74     |
| Bieg na 400 metrów                | Zack Bilderback                                                                      | 46,03        | Nathan Strother                                                              | 46,28     | Michael Cherry                                                                   | 46,34     |
| Bieg na 800 metrów                | Clayton Murphy                                                                       | 1:46,68      | Eliud Rutto                                                                  | 1:46,81   | Shaquille Walker                                                                 | 1:47,50   |
| Bieg na milę                      | Henry Wynne                                                                          | 4:06,63      | Blake Haney                                                                  | 4:06,75   | Thomas Awad                                                                      | 4:06,97   |
| Bieg na 3000 metrów               | Edward Cheserek                                                                      | 8:00,40      | Sean McGorty                                                                 | 8:01,55   | Justyn Knight                                                                    | 8:01,85   |
| Bieg na 5000 metrów               | Edward Cheserek                                                                      | 13:47,89     | Thomas Curtin                                                                | 13:50,70  | Pierce Murphy                                                                    | 13:52,22  |
| Bieg na 60 metrów przez płotki    | Devon Allen                                                                          | 7,56         | Freddie Crittenden                                                           | 7,64      | Aaron Mallett                                                                    | 7,70      |
| Skok wzwyż                        | Trey Culver                                                                          | 2,23         | Taylor Smith                                                                 | 2,18      | Zach Blackham Christoff Bryan                                                    | 2,18      |
| Skok o tyczce                     | Jax Thoirs                                                                           | 5,50         | Sean Collins                                                                 | 5,45      | Devin King Deakin Volz                                                           | 5,35      |
| Skok w dal                        | Jarrion Lawson                                                                       | 7,95         | Jonathan Addison                                                             | 7,93      | Stefan Brits                                                                     | 7,73      |
| Trójskok                          | Clive Pullen                                                                         | 16,64        | Matthew O'Neal                                                               | 16,60     | Latario Collie-Minns                                                             | 16,44     |
| Pchnięcie kulą                    | Ryan Crouser                                                                         | 21,28        | Filip Mihaljević                                                             | 20,47     | JC Murasky                                                                       | 20,03     |
| Rzut ciężarkiem                   | Alex Young                                                                           | 23,80        | Chuk Enekwechi                                                               | 23,65     | Cameron Brown                                                                    | 23,54     |
| Siedmiobój                        | Zach Ziemek                                                                          | 6173 pkt. WL | Pau Tonnesen                                                                 | 6027 pkt. | Garrett Scantling                                                                | 5951 pkt. |
| Sztafeta 4 × 400 metrów           | Louisiana State University Cyril Grayson Lamar Bruton Michael Cherry Fitzroy Dunkley | 3:04,28 WL   | University of Florida Eric Futch Adekunle Fassai Nick Uruburu Najee Glass    | 3:05,17   | Baylor University Wil London Brandon Moore Caleb Dickson George Caddick          | 3:05,23   |
| Sztafeta 1200-400-800-1600 metrów | University of Oregon Matthew Maton Ben Thiel Grant Grosvenor Edwark Cheserek         | 9:27,27      | University of Washington Colby Gilbert Jacopo Spanò Blake Nelson Izaic Yorks | 9:28,00   | University of Mississippi Robert Domanic Derek Gutierrez Craig Engels Seán Tobin | 9:31,82   |

### Kobiety
| Konkurencja:                      | 1. miejsce                                                                                  | Rezultat  | 2. miejsce                                                                             | Rezultat  | 3. miejsce                                                                         | Rezultat  |
| Bieg na 60 metrów                 | Teahna Daniels                                                                              | 7,11      | Hannah Cunliffe                                                                        | 7,12      | Mikiah Brisco                                                                      | 7,17      |
| Bieg na 200 metrów                | Felicia Brown                                                                               | 22,47     | Kyra Jefferson                                                                         | 22,83     | Hannah Cunliffe                                                                    | 22,85     |
| Bieg na 400 metrów                | Courtney Okolo                                                                              | 50,69 WL  | Taylor Ellis-Watson                                                                    | 51,51     | Chris-Ann Gordon                                                                   | 51,69     |
| Bieg na 800 metrów                | Raevyn Rogers                                                                               | 2:04,68   | Hanna Green                                                                            | 2:05,90   | Olivia Baker                                                                       | 2:06,08   |
| Bieg na milę                      | Kaela Edwards                                                                               | 4:35,62   | Angel Piccirillo                                                                       | 4:36,26   | Elinor Purrier                                                                     | 4:38,42   |
| Bieg na 3000 metrów               | Molly Seidel                                                                                | 8:57,86   | Erin Finn                                                                              | 9:04,40   | Katrina Coogan                                                                     | 9:07,74   |
| Bieg na 5000 metrów               | Molly Seidel                                                                                | 15:15,21  | Erin Finn                                                                              | 15:23,16  | Chelsea Blaase                                                                     | 15:42,47  |
| Bieg na 60 metrów przez płotki    | Cindy Ofili                                                                                 | 7,89      | Sasha Wallace                                                                          | 7,91      | Devynne Charlton                                                                   | 7,99      |
| Skok wzwyż                        | Akela Jones                                                                                 | 1,87      | Tatiána Goúsin                                                                         | 1,84      | Kimberly Williamson Dakota Dailey-Harris Claudia García                            | 1,84      |
| Skok o tyczce                     | Lexi Weeks                                                                                  | 4,63      | Megan Clark                                                                            | 4,50      | Diamara Planell                                                                    | 4,45 NR   |
| Skok w dal                        | Quanesha Burks                                                                              | 6,80      | Sha’Keela Saunders                                                                     | 6,56      | Chanice Porter                                                                     | 6,52      |
| Trójskok                          | Keturah Orji                                                                                | 14,12     | Simone Charley                                                                         | 13,41     | Natasha Dicks                                                                      | 13,35     |
| Pchnięcie kulą                    | Dani Winters                                                                                | 17,97     | Cassie Wertman                                                                         | 17,68     | Nikki Okwelogu                                                                     | 17,66     |
| Rzut ciężarkiem                   | Vesta Bell                                                                                  | 22,42     | Dolly Nyemah                                                                           | 22,21     | Daina Levy                                                                         | 21,57     |
| Pięciobój                         | Kendell Williams                                                                            | 4703 pkt. | Taliyah Brooks                                                                         | 4432 pkt. | Amalie Iuel                                                                        | 4425 pkt. |
| Sztafeta 4 × 400 metrów           | University of Texas at Austin Chris-Ann Gordon Ariel Jones Morolake Akinosun Courtney Okolo | 3:28,27   | University of Arkansas Daina Harper Monisa Dobbins Brianna Swinton Taylor Ellis-Watson | 3:29,65   | University of Oregon Alaysha Johnson Deajah Stevens Brooke Feldmeier Raevyn Rogers | 3:29,77   |
| Sztafeta 1200-400-800-1600 metrów | Georgetown University Andrea Keklak Heather Martin Emma Keenan Katrina Coogan               | 10:57,21  | University of Washington Baylee Mires Krista Armstead Eleanor Fulton Maddie Meyers     | 10:58,52  | Stanford University Elise Cranny Kristyn Williams Malika Waschmann Rebecca Mehra   | 10:58,94  |